# Tesoro di Mildenhall

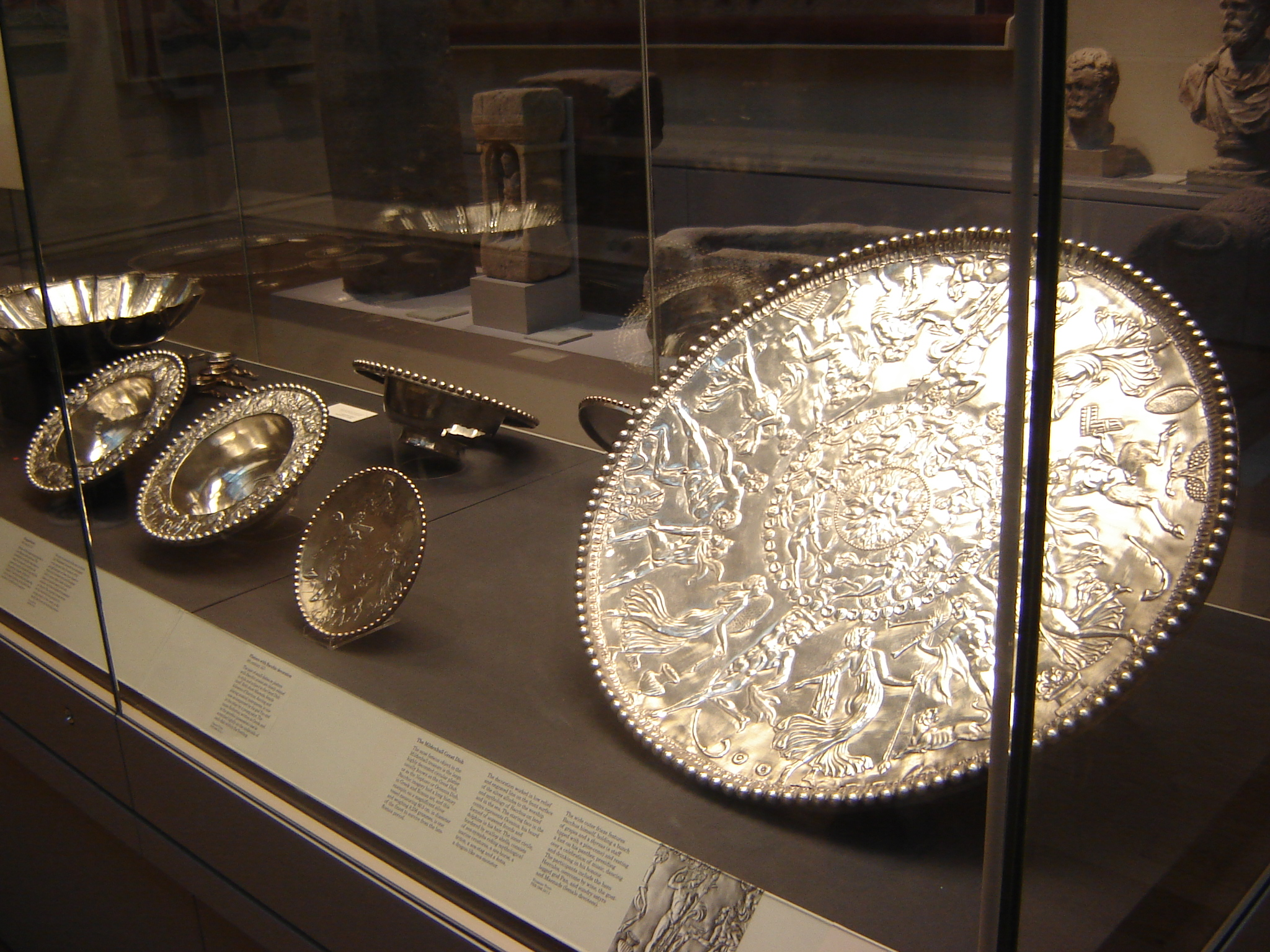
Il tesoro esposto al British Museum.

Il tesoro di Mildenhall (in inglese: Mildenhall Treasure) è un importante deposito di vasellame da tavola in argento di epoca romana, risalente al IV secolo e ritrovato a West Row, nei pressi di Mildenhall (Suffolk, Regno Unito). È composto da due grandi piatti da portata, due piccoli piatti da servizio decorati, una ciotola dal collo lungo, un servizio di quattro ciotole grandi decorate, due ciotole piccole decorate, due piatti piccoli su alzata, una ciotola flangiata profonda con ampio coperchio a volta, cinque piccoli mestoli rotondi con manici a forma di delfino, e otto cucchiai col manico lungo (cochlearia).
Il tesoro fu scoperto da Gordon Butcher nel gennaio del 1942, mentre arava il campo di Sydney Ford, e con l'aiuto di questi lo estrasse. Non compresero cosa fossero realmente quegli oggetti, e il tesoro non fu segnalato alle autorità prima del 1946; a seguito di un'indagine condotta nell'estate di quell'anno, il tesoro fu dichiarato treasure trove («tesoro trovato»), cioè nascosto con l'intenzione di essere recuperato successivamente, e acquisito dal British Museum di Londra. Molti dettagli della scoperta sono rimasti incerti, anche a causa del fatto che il ritrovamento avvenne in periodo di guerra. Gli studiosi della metà del XX secolo erano riluttanti a credere che argenteria romana di tale finezza potesse essere usata nella Britannia romana, e dunque si diffusero voci e persino sospetti che non si trattasse di un ritrovamento genuinamente britannico. Le numerose e ben documentate scoperte di materiale romano avvenute nei decenni successivi, tra cui quella del tesoro di Hoxne, hanno risolto tutti questi dubbi.

## Controversie sul ritrovamento
Mentre la maggioranza degli studiosi sostiene l'identificazione e la datazione degli oggetti, e la loro associazione con sito di Mildenhall, alcuni studiosi, in vari periodi, hanno sostenuto che il tesoro di Mildenhall possa essere associato al periodo sbagliato, o non provenga realmente da Mildenhall. Questi studiosi sostengono che i pezzi non corrispondono allo stile e alla qualità dell'artigianato che ci si attenderebbe fosse trovato nella provinciale Britannia romana, e poiché nessun pezzo mostra alcun danno conseguente al "ritrovamento" con un aratro o una vanga, è possibile che non sia stato sepolto a Mildenhall tutto quel tempo, ma che provenga da qualche altro posto; qualcuno ha suggerito che sia stato sottratto da qualche sito italiano durante la seconda guerra mondiale, portato in Inghilterra e sepolto per fingere una "scoperta", sebbene la maggioranza degli studiosi non condividano questa teoria ma sostengano la ricostruzione originaria che vuole gli oggetti sepolti da Romani in fuga con l'intenzione di tornare a riprendere un tesoro invece abbandonato per sempre.

## Esibizioni e pubblicazioni
Gli artefatti ritrovati a Mildenhall furono tutti esposti al British Museum non appena il necessario lavoro di registrazione e conservazione fu completato successivamente all'acquisizione, e sono rimasti come esposizione permanente nella galleria romano-britannica del museo da allora, con occasionali prestiti di alcuni pezzi per esposizioni speciali all'interno del museo o altrove.
John W. Brailsford pubblicò rapidamente il primo catalogo sommario del ritrovamento, ed edizioni aggiornate di questo libretto furono pubblicate nel 1955 e nel 1964. Uno studio un po' più articolato, ma comunque essenziale, fu pubblicato nel 1977 da Kenneth S. Painter. Il pezzo più affascinante del tesoro, ovvero il Grande Piatto, è stato incluso e menzionato in innumerevoli pubblicazioni, tra cui un importante articolo sui «piatti figurativi» tardo romani. Successivamente Richard Hobbs ha indirizzato l'attenzione del mondo accademico sull'importanza del racconto romanzato di Roald Dahl, e ha studiato le difficili questioni riguardanti il ritrovamento. Ciononostante, il tesoro non è stato ancora oggetto di una dettagliata ed esaustiva pubblicazione accademica.
La storia narrata da Roald Dahl fu originariamente pubblicata nel The Saturday Evening Post, e successivamente col titolo «The Mildenhall Treasure» nella raccolta di racconti brevi The Wonderful Story of Henry Sugar and Six More (titolo italiano: Un gioco da ragazzi e altre storie). Nella versione dei fatti narrata da Dahl, Ford era ben cosciente del significato del ritrovamento, ma non fu in grado di separarsi dal tesoro, e decise di tenerlo e restaurarlo in segreto; quando due dei cucchiai furono visti da un visitatore inaspettato, Hugh Fawcett, Butcher fu privato del tesoro e della relativa ricompensa, spettante a chi ritrova oggetti in oro o argento sepolti, in quanto il ritrovamento non era stato correttamente segnalato alle autorità.

## Artefatti del tesoro

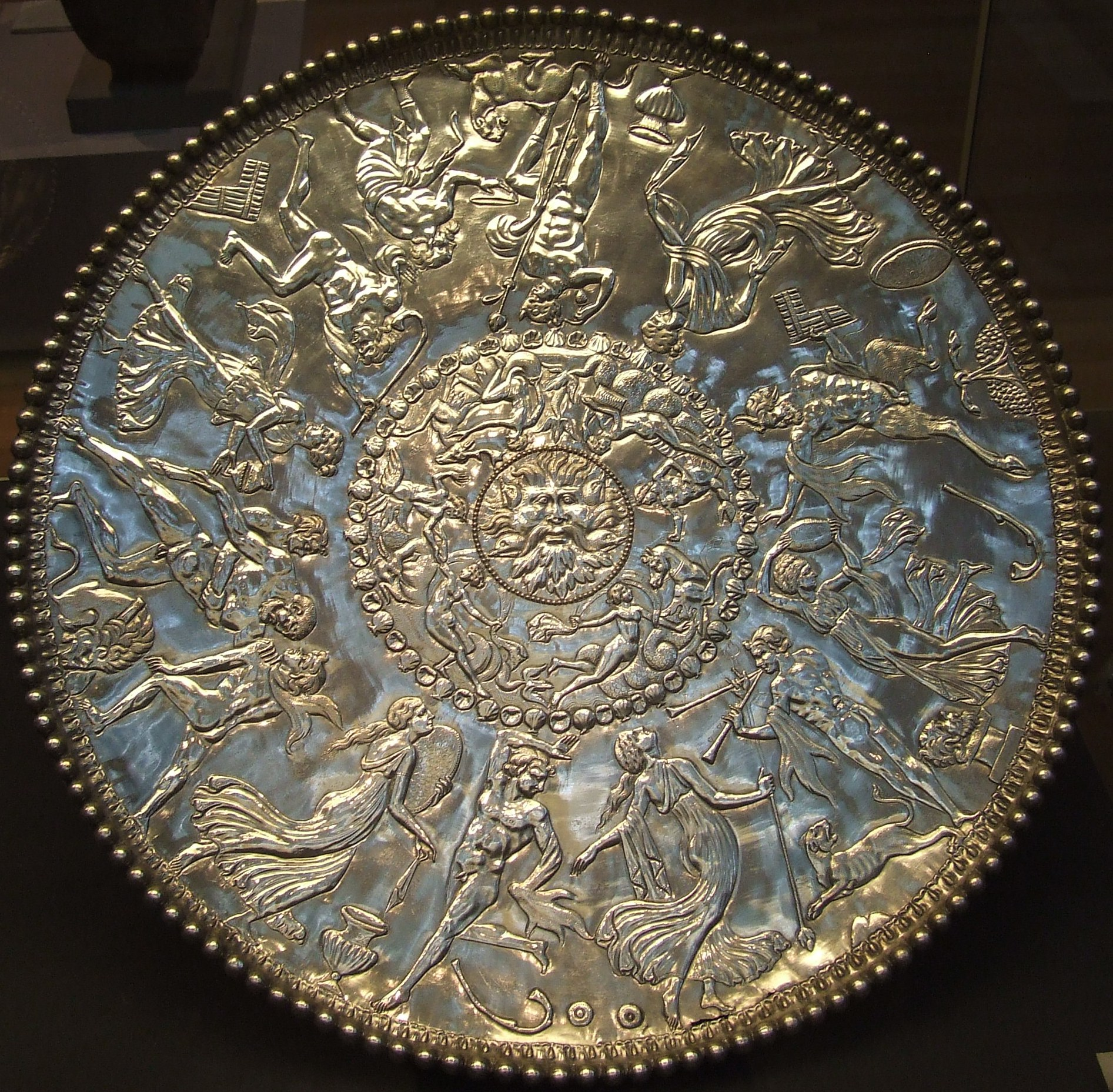
Il Grande Piatto di Bacco.

Il tesoro è composto da vasellame da tavola in argento appartenente a tipologie comuni nel IV secolo, e fu probabilmente nascosto durante quel periodo. La maggioranza dei pezzi è più grande della norma e sono tutti prodotto di un artigianato di alto livello.

### Vassoi e piatti
Il Grande Piatto (noto anche come «Piatto di Oceano» o «Piatto di Nettuno», dal volto della divinità marina al suo centro) misura 605 mm in diametro e pesa 8256 g, e rappresenta il pezzo più importante del tesoro. Nel centro è raffigurato il volto di una divinità marina, probabilmente Oceano, con la barba fatta di alche e delfini che emergono dai suoi capelli. Questo ritratto centrale è circondato da uno stretto fregio popolato da nereidi, tritoni e altre creature marine, sia mitiche sia naturali. La più ampia zona esterna, invece, contiene immagini del tiaso o corteo bacchico, i servitori del dio Bacco, raffigurati mentre bevono, suonano e danzano, in celebrazione del trionfo di Bacco su Ercole: il semi-dio è raffigurato completamente ubriaco, sostenuto da due satiri, mentre Bacco stesso è raffigurato con la sua pantera e Sileno, in posizione corrispondente alle 12 dell'orologio (così da essere raffigurato a testa in giù quando il disco è orientato in accordo al volto centrale). Anche il dio Pan compare nella scena, mentre danza brandendo il suo flauto, insieme alle sue servitrici, le menadi, e a satiri. L'intera iconografia è decisamente e tradizionalmente pagana, e superbamente realizzata.

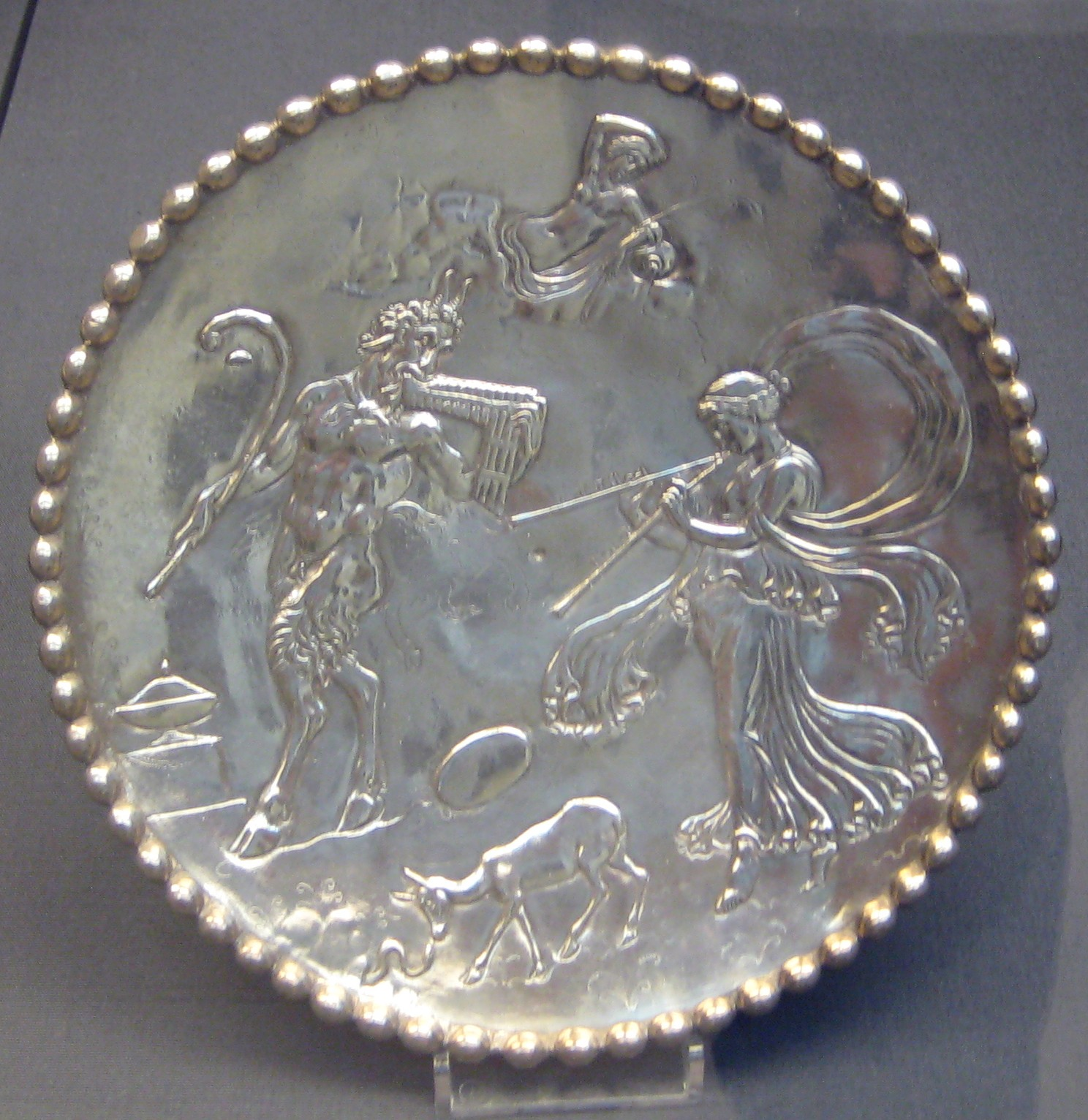
Un esemplare del paio di piatti in argento del tesoro di Mildenhall, decorati con figure di Pan, una ninfa e altre creature mitologiche.

Due piccoli piatti (di 188 e 185 mm di diametero e, rispettivamente, di 539 e 613 g di peso) sono decorati nello stesso stile del Grande Piatto: uno mostra il dio Pan che suona il suo flauto e una menade che suona un flauto doppio, l'altro un satiro e una menade danzanti. Entrambi i piatti hanno un graffito in lingua greca inciso nella parte inferiore: eutheriou, ovvero «[di proprietà] di Eutherios». Entrambi hanno anche una bordatura di grosse perline, come il Grande Piatto e molti altri pezzi del tesoro hanno pure.
Un altro vassoio largo e piatto, che con i suoi 556 mm di diametro è grande quasi quanto il Grande Piatto, ha invece una decorazione molto differente in uno stile più contenuto, consistente in un intarsio decorativo geometrico con contrasti in niello (un solfito d'argento di colore nero) che divide il vassoio in un ampio bordo e un pannello circolare centrale.

### Ciotole
Una ciotola profondamente scanalata con due maniglie (che furono trovate staccate all'epoca del ritrovamento, in quanto le saldature tendono a dissolversi mentre gli artefatti sono sotto terra) appartiene ad una tipologia ritrovata in altri nascondigli di argento dell'epoca tardo-romana, come nel tesoro dell'Esquilino da Roma e in quello ritrovato a Traprain Law in Scozia. Si ritiene che questa tipologia di ciotole derivi da precedenti ciotole a forma di conchiglia, e che fosse utilizzata per contenere acqua utilizzata a tavola per sciacquare le mani dei commensali. La decorazione geometrica al centro della ciotola scanalata di Mildenhall raffigura una stella a sei punte, una delle molte raffigurazioni geometriche popolari nel periodo romano, ma senza particolare significato.
La ciotola con coperchio è un contenitore di particolare interesse. La ciotola è il pezzo più antico del deposito, e l'unico di cui è nota la zona di provenienza; appartiene ad una tipologia di cui è nota la fabbricazione in Gallia nel III secolo. Ha una stretta flangia orizzontale sotto il bordo verticale ed è decorata con motivi incisi e inserti in niello, mentre una rosetta in niello si trova sulla base. Fu provvista di un coperchio, il cui stile rimanda la IV secolo; bombato e molto alto, si adatta perfettamente al bordo verticale della ciotola, ed è decorato con due fregi a bassorilievo: quello superiore riporta un ornamento di foglie, quello inferiore raffigura un centauro che attacca diversi animali selvatici, separati da maschere bacchiche. Sulla sommità del coperchio, probabilmente aggiunto in un secondo momento, c'è una statuetta placcata d'argento raffigurante un giovane tritone seduto che soffia in una conchiglia, che funge da manopola del coperchio.
Un servizio di quattro ciotole con bordi orizzontali ampi rappresenta una successiva evoluzione delle ciotole flangiate. I bordi o flange sono bordati da grosse perline e hanno una decorazione a bassorilievo che anche in questo caso riprende il tema pagano, e in particolare bacchico, con scene pastorali, numerosi animali sia naturali sia mitici, e maschere bacchiche. All'interno delle ciotole vi sono pure medaglioni circolari con decorazioni figurative: nel caso della ciotola più grande (300 mm di diametro contro i 268 mm delle altre ciotole), si tratta di una scena raffigurante un cacciatore che attacca un cinghiale, nelle altre ciotole, invece, i medaglioni contengono delle teste di profilo – una giovane donna, una matrona velata, una testa con elmo – la cui identificazione rimane incerta.
C'è una coppia di piccole ciotole flangiate dello stesso stile, (168 mm di diametro): sono decorate in maniera intricata con perline, volute di foglie e piccoli uccelli e lepri sui bordi, con rosette in rilievo nel centro. Il corpo centrale di queste ciotole reca internamente un delicato disegno scanalato.

### Piatti su alzata
Un ulteriore servizio è composto da due piatti su alzata. Originariamente furono identificati come coppe a stelo con basi piatte e ampie, in qualche modo simili nella forma a moderni bicchieri da vino, ma la decorazione a fogliame sulle "basi" e gli interni relativamente grezzi delle "coppe" mostrano che furono usati in altro modo, come piatti piani di piccolo diametro (115 mm di diametro) su di uno stelo con una base a ciotola; contenitori dello stesso tipo furono ritrovati nel 1919, nel tesoro di Traprain Law.

### Cucchiai

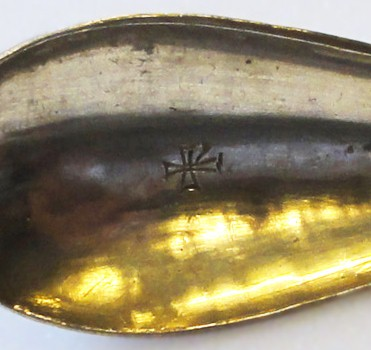
Cochlearium proveniente dal tesoro di Hoxne ma simile a quelli ritrovati a Mildenhall: in questo dettaglio è possibile vedere il monogramma cristiano chi-rho, che negli esemplari di Mildenhall è affiancato dalle lettere greche alfa e omega.

I rimanenti oggetti del tesoro di Mildenhall sono tutti piccoli utensili alimentari: cinque mestoli o cucchiai tondi e otto cucchiai a manico lungo della diffusa tipologia tardo-romana (cochlearium). I mestoli rotondi hanno manici zoomorfi, fusi in forma di delfini; un pezzo simile si trova nel tesoro di Traprain Law, mentre due servizi di dieci mestoli di questa tipologia, sebbene senza manico zoomorfo, fanno parte del tesoro di Hoxne. Solo quattro manici si sono conservati, e uno è rotto e incompleto; poiché i manici erano saldati al corpo del cucchiaio e poiché le saldature si sono dissolte durante la sepoltura, non è chiaro la corrispondenza tra un particolare cucchiaio e il relativo manico.
Gli otto cochlearia appartengono a tre servizi distinti. Tre hanno la scodella a forma di pera con all'interno decorazioni di foglie. I numeri 29–31 hanno tutti, all'interno, iscrizioni decisamente cristiane, le uniche dell'intero deposito, il monogramma chi-rho fiancheggiato dall'Alfa e dall'Omega. Gli altri due cucchiai, i numeri 27 e 28, recano iscrizioni augurali con nomi personali, PASCENTIAVIVAS e PAPITTEDOVIVAS; sebbene le iscrizioni di tipo VIVAS («viva!») non siano esclusivamente cristiane, sono comunemente trovate in contesti cristiani, dunque questi cucchiai potrebbero fare riferimento a credenze cristiane.

## Importanza
Il tesoro di Mildenhall contiene pezzi che rientrano tra i migliori esemplari di artigianato e di arte romani tra quelli ritrovati a livello internazionale. Sebbene l'epoca e le modalità di ritrovamento lascino molte domande senza risposta riguardo alle ragioni e all'epoca della sua deposizione, la datazione complessiva al IV secolo è certa, e la decorazione basata su temi tradizionali pagani con appena qualche tocco della nuova fede cristiana, in alcuni pezzi minori, è caratterizzante di quel periodo di cambiamento per l'Impero romano. Malgrado il fatto che non sia possibile determinare la zona di produzione del Grande Piatto, sembra corretto ricondurlo all'area mediterranea.
La frequenza di scoperta di depositi metallici di tutte le epoche è aumentata in Britannia sin dalla metà del XX secolo, a causa del mutamento delle pratiche agricole, dell'aumento della pratica dilettantistica di cercare metalli e di una migliore comprensione dell'archeologia da parte del pubblico; il gruppo di artefatti di Mildenhall è eccezionale nel suo genere, ma nel 1946 fu considerato «troppo buono» per essere un ritrovamento autenticamente britannico. Altri ritrovamenti del passato, come il tesoro di Traprain Law in Scozia e il tesoro dell'Esquilino a Roma, o più recenti, come il grande tesoro di Kaiseraugst in Svizzera e il tesoro di Hoxne, permettono di comprendere, con esempi da contesti sia romano-britannici sia internazionali, che il possesso personale di artefatti di altissima qualità era frequente nella provincia periferica della Britannia del IV secolo, e che il tesoro di Mildenhall rimane ancor oggi una collezione rilevante, seppure parziale, di un servizio di vasellame da tavola di quel periodo.